# Ярневич, Драгойла
Драгойла Ярневич (урождённая Каролина Ярневич) (хорв.  Dragojla Jarnević; 4 января 1812, Карловац — 12 марта 1875, Карловац) — хорватская поэтесса, писательница, драматург, педагог, альпинистка. Член иллирийского движения. Одна из основоположниц хорватского феминизма.

## Биография
Родилась в купеческой семье. В семилетнем возрасте лишилась отца. Многодетная семья бедствовала. С 13 лет занималась самообразованием. В возрасте 21 года влюбилась в моравского немца печатника Франца Редингера. Узнав, что у него есть невеста, прекратила роман с ним, однако в дальнейшем романтизировала его образ в своих произведениях. Современники описывали её как девушку, вызывающую интерес у мужчин, однако из-за ночного недержания мочи, которым она страдала до 40 лет, Каролина отказалась от идеи замужества.
В качестве учителя работала в богатых семьях в Граце, Триесте и Венеции. В 1840 году вернулась в Карловац, где основала первую частную школу для девочек (1840—1853). С 1853 года жила в Прибиче, а с 1866 года снова в Карловаце.

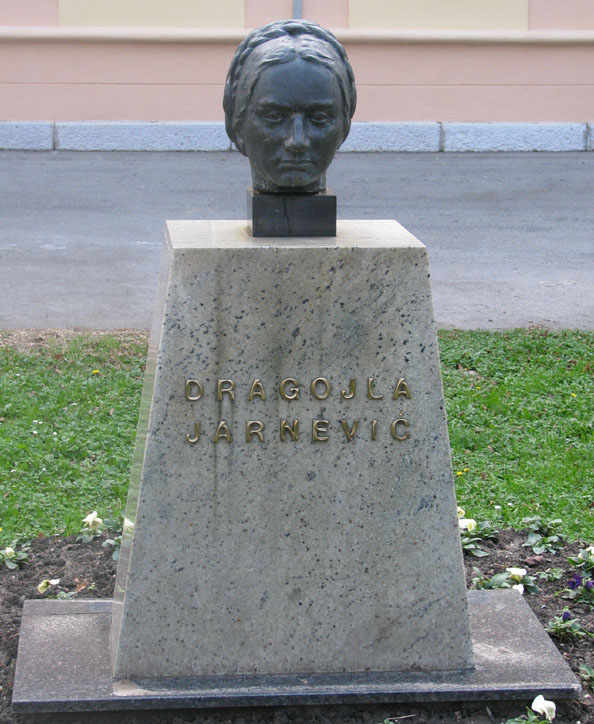
Бюст Д. Ярневич в г. Карловаце

Драгойла часто говорила о необходимости образования хорватского народа, поскольку видела в этом важную предпосылку для достижения политических целей. С начала 1850-х пыталась дистанцироваться от политики и посвятить себя исключительно педагогической деятельности.
В 1907 году Адела Милчинович составила о ней биографический труд.

## Творчество
В 1839 году познакомилась с писателем И. Трнски, оказавшим на неё большое влияние. Присоединившись к иллирийцам, опубликовала на хорватском языке в журнале Daniса патриотические и любовные стихи.
Её роман «Два Пира» на тему революции 1848 года был написан в традициях романтизма и опубликован в 1864 году.
Особой любовью Д. Ярневич пользовался театр. Её перу принадлежат драмы «Вероника Десиничева», «Мария, королева Венгрии», «Дувна» (ныне утеряны).
Её произведения, в отличие от многих современников, чьи рассказы переплетались с турецким прошлым, изображали актуальные проблемы хорватского общества того времени . В течение 1850-1860-х годов Ярневич опубликовала более десятка сентиментально-приключенческих историй в периодических изданиях. Также, она автор нескольких рассказов для детей.
Большой интерес представляет собой «Дневник» писательницы, который она вела с 1832 до 1874 года. Кроме автобиографических записей он содержит наблюдения автора о выдающихся современниках и политических событиях. Написанный с позиции женщины, сознательно выбравшей независимость и одиночество, которая живёт трудом своих рук, подчеркивает важность денег и изображает патриархальное и материальное угнетение женщин своего времени. Сначала Драгойла вела его на немецком языке, а после нескольких лет записей перешла на хорватский. Специфика заключалась в том, что Ярневич планировала сделать его впоследствии достоянием публики, завещая напечатать его через десять лет после её смерти. Было несколько попыток обработки рукописи, самой известной из которых стала редакция Станка Дворжака, в результате которой появилась книга «Жизнь одной женщины. Избранные страницы дневника», изданная в 1958 году. Полностью опубликован дневник был только в 2000 году.
Д. Ярневич — пионер альпинистского движения в Хорватии, считается первой альпинисткой этой страны. 19 апреля 1836 года она поднялась на вершину Мартиншак вблизи Карловаца. А 13 сентября 1843 г. стала первой женщиной, поднявшейся на гору Окич с крутой южной стороны. В то время это было большим достижением, поскольку не существовало никакого альпинистского снаряжения. Драгойла поднималась по скалам босиком. Её маршрут в настоящее время носит название Драгойлина тропа. Ежегодно организуется пеший поход, который повторяет путь писательницы.

## Избранные произведения
- «Domorodne poviesti» (сборник рассказов), Карловац, 1843;
- «Два банкета» (роман), 1864;
- «Жизнь одной женщины. Избранные страницы дневника», Загреб, 1958;
- «Дневник», Карловац, 2000.